# نوئی آبیتا
نوئی آبیتا (فرانسوی: Noée Abita‎؛ زادهٔ ۱۸ مارس ۱۹۹۹) بازیگر اهل فرانسه است.
از فیلم‌ها یا برنامه‌های تلویزیونی که وی در آن نقش داشته‌است، می‌توان به حمام بزرگ و آوا اشاره کرد.